# 花夢の里ロクタン

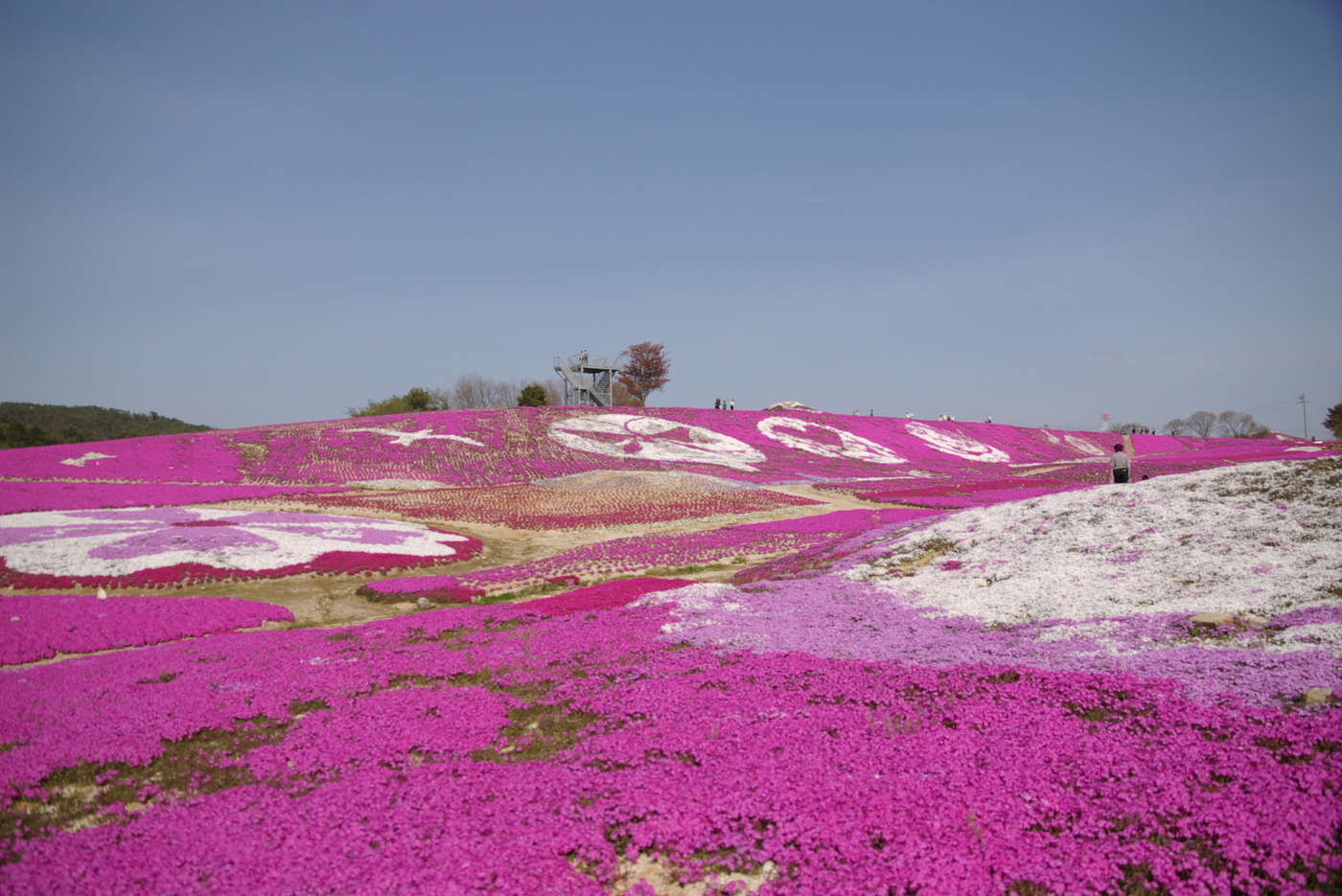
園内の芝桜

花夢の里ロクタン（かむのさとろくたん）は、広島県世羅郡世羅町にある芝桜庭園である。

## 概要
かつては農園に本州最大規模となる80万株の芝桜が植えられていた。
平成29年、一部の芝桜をネモフィラに植え替え「flowe village 花夢の里」としてリニューアルオープン。
花観光農園としては西日本最大級40,000㎡の敷地に、45万株の芝桜と100万本のネモフィラが植えられている。
700台分の無料駐車場に、食堂、土産物店を備える。

## 規模
芝桜－5万平方メートル
菜の花畑－3万平方メートル

## 周辺
付近一帯は、世羅高原で周辺には花や果樹の観光農園、直売所などが数多くある。

### 交通
- 山陽自動車道西条IC河内IC本郷IC三原久井ICからそれぞれ約50分、
- 中国自動車道三次ICから約25分

## 主な品種
- 芝桜
- 菜の花